# 六弄咖啡館
《六弄咖啡館》（英語：At Café 6），是一部於2016年上映的愛情電影，改編自臺灣知名作家藤井樹小說《六弄咖啡館》。本片為原作者以本名吳子雲執導的電影首作。

## 劇情簡介
|  | 人生，像走在一條小巷中，每一弄都有可能是另一個出口。這家咖啡館不在某巷六弄裡，卻是用來紀念一段充滿轉折的際遇…… |

一個下著雨的夜晚，和遠距離戀愛的男友吵架，加班回家又碰到車子拋錨的梁小姐，跟著留著鬍子的老闆來到了一間地址不在六弄，卻名為「六弄咖啡館」的店裡躲雨，老闆泡了一杯不太甜的卡布奇諾，娓娓道來了一段1996年夏天發生的故事。
那年他們正值高中，關閔綠（董子健飾演）和好友蕭柏智（林柏宏飾演）總玩在一起，小綠偷偷單戀著品學兼優的同班同學李心蕊（顏卓靈飾演），但她的身邊總有著恰北北的好姐妹蔡心怡（歐陽妮妮飾演），而同班的宋依人（宋伊人飾演）也單戀著小綠，在一連串的打鬧下，小綠如願和心蕊交往，而阿智也和蔡心怡發展出曖昧情愫，高中生活便在美好單純的戀愛中結束。
高中畢業後眾人步入大學，小綠和阿智考上同一所大學，而心蕊就讀不同的大學，於是小綠和心蕊維持遠距離戀愛。心蕊隨著大學生活開闊了眼界與見識，但小綠仍像高中時期那樣單純天真，心蕊逐漸覺得小綠沒什麼長進而漸失愛意，轉而劈腿同校學長，面對晴天霹靂的綠帽打擊小綠仍努力想挽回心蕊，一直強調為了心蕊做了許多努力與改變；但心蕊仍認為小綠的心智與思想沒有隨著年齡成長才是自己變心的主因，兩人已是不同世界的人而正式提分手。
老闆故事說到這裡就打住，梁小姐體認到愛情需要適時站在對方立場設想，便心滿意足的離開咖啡館並打給男友和好。老闆回家後先是親吻已經睡著的妻子，然後惆悵的看著泛黃的舊書信回憶還沒說完的故事.....
心蕊提分手不久後，小綠母親積勞成疾病逝，阿智看不慣小綠在喪禮中失志到行屍走肉的地步而與其大打出手；三個月後，希望心蕊回心轉意的小綠約心蕊到海邊看煙火，小綠強調自己一直記得帶心蕊看煙火的承諾，但心蕊說早已忘記該承諾，字裡行間也不斷透露可惜兩人沒機會一起成長，小綠細心雕琢的溫情喊話皆換來心蕊反駁式的回答。至此小綠才明白自己早已徹底出局，眼角含淚裝嗨與心蕊看完這場傷心煙火秀。
同時痛失親情與愛情的關閔綠承受不了打擊悲憤自殺，死前留下一封信給蕭柏智，訴說自己的心路歷程以及對這位好兄弟的歉意與感謝。
數十年後的蕭柏智與蔡心怡結婚，並依照關閔綠當年遺願，開了六弄咖啡館紀念這位逝去的好友；而李心蕊則把學長送養的貓咪取名為小綠，以紀念關閔綠。

## 演員陣容

### 主要演員
| 演員姓名 | 角色名稱 | 介紹 |
| 董子健   | 關閔綠   | 出身於單親家庭，父親在成長過程中幾乎缺席，原因似乎是因為他是父親在外面偷生的小孩，然而他的母親對於這件事甚少提起，幾乎沒人知道他是私生子，除了他的摯友蕭柏智。小綠才華洋溢，喜歡畫圖，雖然感性，但卻是個不太會把喜怒表現在臉上的外冷內熱型，他有時因出身單親而感到寂寞卻不說，他暗戀同班同學李心蕊已久卻不敢表白……。可以的話，他希望愛情不會因時間而變、友情也不會。 |
| 顏卓靈   | 李心蕊   | 李心蕊從小在父母的呵護下長大，在其他人的眼裡，是個聰明乖巧，品學兼優的好學生，也背負老師的期待，她是小綠的暗戀對象，有著美麗的側臉。儘管小綠和心蕊兩人在成績排名上是榜首和車尾的兩端，但或許是有著相似性格，小綠的一舉一動，總被心蕊看在眼底，她對小綠也有好感，但對於兩人的「不一樣」，是她最害怕的未知數，文靜不太說話的她，常把事情藏在心底，不願給人負擔，對於自己的未來，她心中自有看法，有時說出的話常一語中的，除了成長環境外，這或許也是她和小綠的唯一差距，卻也是最顯而易見的差距。 |
| 林柏宏   | 蕭柏智   | 蕭柏智是排行榜上永遠的吊車尾，腦袋裡總裝滿各種整人方法，乍看之下輕浮，實際上對人對事都有自己的一套原則，他和關閔綠的個性一動一靜，這樣的互補也讓他們成為無話不談的莫逆之交；蕭柏智喜歡班上的「恰北北女王」蔡心怡，至於原因倒也一時說不上來，可能因為因為他是天生的被虐狂，喜歡被拒絕的感覺，也可能是他命中注定要栽在她身上，重感情的蕭柏智樂於付出，願意為朋友兩肋插刀，甚至也願意幫小綠完成一生的願望。                                                                                     |
| 歐陽妮妮 | 蔡心怡   | 和李心蕊是一起念書的好姐妹，因為家住得近，所以她們常一起上下學。蔡心怡的個性外向，走到哪裡都和李心蕊黏在一起，為的是保護她不被男生欺負。蔡心怡總會不由自主注意同班的搗蛋王蕭柏智，神經大條的她不知道蕭柏智這些搗蛋的行為是一種「欲擒故縱」，隨著蕭柏智的「每周一弄」持續，她的視線開始離不開這個老愛耍帥、成績吊車尾、一天到晚到教官室報到的討厭鬼……。 |
| 宋伊人   | 宋依人   | 文靜內向的女孩，在班上是不起眼的那個，但卻默默喜歡上成績不好的關閔綠，好幾次想製造和他獨處的機會卻總是失敗，她最後決定鼓起勇氣，放手一搏，向關閔綠告白。 |

### 其他演員
| 演員姓名 | 角色名稱                                                    | 介紹 |
| 張少懷   | 學校教官 比薩店老闆 寵物店員工 咖啡店員工 傳教士 洗車店顧客 | 一人分飾六角，但後三者在正片中被剪掉。                                                                         |
|          | 智爹                                                        | 蕭柏智的爸爸，在菜市場工作，很照顧小綠。                                                                       |
| 戴若梅   | 智媽                                                        | 蕭柏智的媽媽，和蕭爸爸一起在菜市場工作。                                                                       |
| 黃鐙輝   | 混混                                                        | 在路上調戲宋依人失敗，最後被關閔綠、蕭柏智惡整。                                                               |
| 黃子佼   | 那老師                                                      | 本名「那當然」，負責教數學，也是關閔綠的級任導師。                                                             |
| 范少勳   | 林子明                                                      | 和關閔綠、蕭柏智組成搗蛋四人組，個性調皮。                                                                     |
| 郭子豪   | 洪偉華                                                      | 和關閔綠、蕭柏智組成搗蛋四人組，個性乖巧。                                                                     |
| 李程彬   | 羅傑                                                        | 籃球隊長，暗戀李心蕊，愛耍帥。                                                                                 |
| 李艷秋   | 籃球教練                                                    | |
| 陳柏豪   | 王世宏                                                      | 登場的時候幾乎都在睡覺，常被羅傑帶著跑。                                                                       |
| 大飛     | 流川一號                                                    | 喜歡調侃模仿人，常常吐槽二號。                                                                                 |
| 香蕉     | 流川二號                                                    | 喜歡說冷笑話，常被一號吐槽。                                                                                   |
| 江少儀   | 關秀華                                                      | 關閔綠的媽媽，在醫院工作，獨自撫養小綠長大。                                                                   |
| 宋柏緯   | 張正廷                                                      | 李心蕊魔術社學長，拉心蕊進魔術社，送貓給心蕊，也成為心蕊和小綠分手的導火線之一。                               |
| 那維勳   | 綠爸                                                        | 黑道份子，小綠是他在外偷生的私生子，雖然從未生活在一起，但似乎常資助關媽媽生活費，因片長緣故，該戲份全被剪光。 |
| 廖奕琁   | 大心怡                                                      | |
| 王鈺硯   | 大心蕊                                                      | |

### 特別演出
| 演員姓名 | 角色名稱                    | 介紹                                                                                                   |
| 戴立忍   | 咖啡店老闆 （長大後的阿智） | 發現在雨中哭泣的女子，請她到店中躲雨後，開始述說一段1996年夏天發生的故事。本片故事的引言人。           |
| 張榕容   | 梁小姐                      | 因跟遠距離戀愛中的男友吵架，而後碰到車子拋錨，在雨中哭泣，被咖啡店老闆發現，請她進咖啡廳躲雨、聽故事。 |

（戴立忍和張榕容的戲份，在中國大陸上映版被全刪。）

## 電影歌曲
| 曲別   | 歌名           | 演唱者              | 作詞   | 作曲   |
| 主題曲 | 半句再見       | 孫燕姿              | 吳子雲 | 李偲菘 |
| 插曲   | 天天想你       | 董子健 原唱：張雨生 | 陳樂融 | 陳志遠 |
| 推廣曲 | 像你這樣的朋友 | 好妹妹樂隊          | 秦昊   | 秦昊   |

## 工作人員
- 導演：吳子雲
- 編劇：吳子雲、鄭源成、何素芬、廖明毅
- 出品人/總監製：王琛
- 聯合出品：莊淳淳、洪偉才、吳子雲、朱偉傑、曾良、袁曉波
- 監製：劉
- 製片人：趙毅、莊淳淳
- 執行製片：譚業飛
- 製片：許宬瑋
- 執行導演：廖明毅
- 攝影指導：劉又年
- 燈光：張春雅
- 美術指導：賴勇坤
- 造型指導：吳榛畛
- 剪輯指導：張嘉輝
- 視效總監：李昭樺
- 現場錄音：杜則剛、杜均堂、陳冠廷、卓宗成
- 聲音設計：杜篤之、江連真
- 音樂總監：陳建騏
- 出品公司：北京華視影視投資有限公司、好好電影工作室、彩色樹傳媒有限公司
- 聯合出品：創意光年有限公司、MM2影視娛樂製作有限公司、浙江自在影業有限公司、北京百度網訊科技有限公司、北京世紀華映文化傳媒有限公司

## 拍攝場景

### 臺北市
- 國立政治大學志希樓、四維道、樂活館、體育館
- 南陽街
- 富錦街民族國小[11]
- 國立臺北大學合江街校區（電影中魔術社學長載心蕊回來，和小綠、阿智發生衝突的地方）
- 國立臺灣大學外語教學暨資源中心小劇場（魔術社表演地點）

### 高雄市
- 鼓山區登山街
- 左營海軍眷村
- 高雄市立瑞祥高級中學
- 高雄市立左營高級中學
- 樹德科技大學
- 岡山車站
- 鳳山農會果菜市場
- 美濃區農田
- 中油宿舍
- 國光客運高雄車站
- 西陵街
- 建業新村
- 馬卡道路
- 中山大學北峽頭海堤
- 岡燕地下道

### 屏東縣
- 南州車站

## 獎項
| 年分   | 頒獎典禮                                  | 獎項                   | 結果 | 受獎者         |
| ------ | ----------------------------------------- | ---------------------- | ---- | -------------- |
| 2016年 | 第19屆上海國際電影節 電影頻道傳媒關注單元 | 最受傳媒關注新人男演員 | 獲獎 | 林柏宏         |
| 2016年 | 第19屆上海國際電影節 電影頻道傳媒關注單元 | 最受傳媒關注新人女演員 | 獲獎 | 顏卓靈         |
| 2016年 | 第19屆上海國際電影節 電影頻道傳媒關注單元 | 最受傳媒關注女配角     | 提名 | 歐陽妮妮       |
| 2016年 | 第19屆上海國際電影節 電影頻道傳媒關注單元 | 最受傳媒關注新導演     | 提名 | 吳子雲         |
| 2016年 | 第53屆金馬獎                              | 最佳男配角             | 獲獎 | 林柏宏         |
| 2017年 | 第九屆海峽影視季                          | 最受歡迎合拍電影       | 獲獎 | 《六弄咖啡館》 |
| 2017年 | 第1屆馬來西亞國際電影人年展 至尊電影獎    | 最佳男配角             | 提名 | 林柏宏         |
| 2017年 | 第1屆馬來西亞國際電影人年展 至尊電影獎    | 最佳攝影               | 提名 | 劉又年         |
| 2017年 | 第1屆馬來西亞國際電影人年展 至尊電影獎    | 最佳剪接               | 提名 | 張嘉輝         |
| 2017年 | 第1屆馬來西亞國際電影人年展 至尊電影獎    | 最佳新晉導演           | 獲獎 | 吳子雲         |

## 票房
全台票房為新台幣6,850萬元。

## 書籍
| 出版日期 | 書名                     | 作者   | 出版社   | ISBN               |
| -------- | ------------------------ | ------ | -------- | ------------------ |
| 2007年   | 《六弄咖啡館》           | 藤井樹 | 商周出版 | ISBN 9789861249094 |
| 2016年   | 《你不知道的六弄咖啡館》 | 藤井樹 | 商周出版 | ISBN 9789864770533 |

## 原作跟電影的差異
1.原作梁小姐先回家睡覺，睡不著才又回咖啡館聽故事；電影直接留在咖啡館聽故事

2.電影新加入了宋依人這個角色，喜歡關閔綠；原作並沒有

3.原作李心蕊上大學才見到學長；電影高中時學長曾到班上表演魔術

4.原作關閔綠跟蕭柏智上大學後不同校；電影為同校且同寢室

5.原作中描述學長個子比關閔綠矮，長相也沒有關閔綠好看；電影中學長很高很帥

6.原作李心蕊跟學長參加的社團是一個服務性質的社團，但未明說是什麼社；電影是魔術社

7.電影沒有提到李心蕊住在學長家，跟學長單獨過夜的情結

8.電影沒有關閔綠交網友及跟網友見面的情結

9.電影沒有明說關閔綠自殺

10.電影沒有明說咖啡館老闆是蕭柏智

## 外部連結
- Yahoo奇摩電影上《六弄咖啡館》的資料（繁體中文）
- 雅虎香港電影上《六弄咖啡館》的資料（繁體中文）
- 互联网电影数据库（IMDb）上《六弄咖啡館》的资料（英文）
- 香港影庫上《六弄咖啡館》的資料（繁體中文）
- 開眼電影網上《六弄咖啡館》的資料（繁體中文）
- 时光网上《六弄咖啡館》的資料（简体中文）
- 豆瓣电影上《六弄咖啡館》的資料 （简体中文）
- 六弄咖啡館的Facebook專頁